# 外交、聯邦及發展事務部
外交、國協及發展事務部（英語：Foreign, Commonwealth and Development Office），在英國通稱為「外交部」（Foreign Office），是英國政府負責外交事務的部門之一，由原有的英國外交部及英聯邦事務部於1968年合併而成。
外交、聯邦及發展事務部的首長是外交、聯邦及發展事務大臣，通常簡稱「外交大臣」。普遍認為此與財政大臣和內政大臣是內閣三個最有威望的職位。這些職位與首相一起構成內閣重臣。

## 部門歷史

### 起源

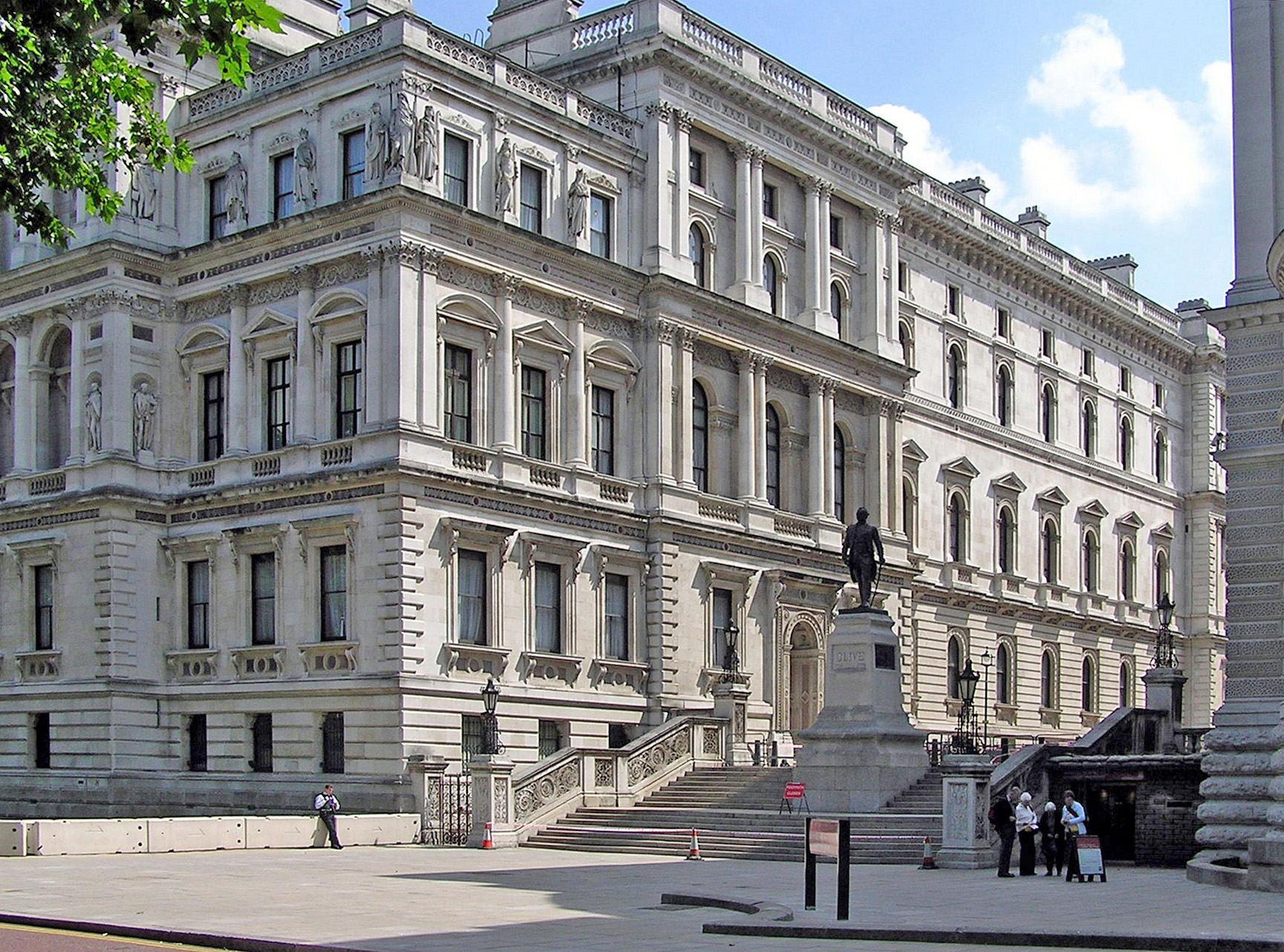
從騎兵衛隊路望向外交及聯邦事務部大樓

- 1768年成立殖民地部（Colonial Office）專門負責英屬殖民地事務。
- 1782年南方部（英语：Southern Department）與北方部（英语：Northern Department）分別重編為內政部與外交部，而殖民地事務歸內政部負責。
- 1801年以前設立的戰爭部因也須負責英屬殖民地之軍事事務，因此1801年後改為戰爭及殖民地部（英语：War and Colonial Office）。
- 1854年改回殖民地部，1858年成立印度部（英语：India Office）。
- 1925年殖民地部分為殖民地部及自治領部（英语：Dominions Office）。
- 1937年印度部與緬甸部（英语：Burma Office）合併為印緬部。
- 1947年自治領部、印緬部合併成英聯邦關係部（英语：Commonwealth Relations Office）。
- 1966年英聯邦關係部與殖民地部合併為英聯邦事務部。
- 1968年英聯邦事務部、外交部兩部合併為外交及聯邦事務部。
- 2020年，外交及聯邦事務部與國際發展部合併，更為現名外交、國協及發展事務部。

外交及聯邦事務部形成于1968年，由短期存在過的英聯邦事務部和外交部合併。英聯邦事務部只在1966年創設，由英聯邦關係部和殖民地部合併，而英聯邦關係部由自治領部和印度部於1947年合併而形成——自治領部於1925年從殖民地部分離。
外交部於1782年3月由南方部和北方部合併而形成，這兩個部門的每一個都覆蓋了國外和國內事務。兩個部門的國外事務職責變為外交部，同時它們的國內事務職責劃給內政部。

### 發展
當文禮彬在2007年6月接任外交大臣時，他著手一個外交及聯邦事務部的戰略重點的評論。這些討論的關鍵信息之一是從2003年迄今十個國際戰略重點的現有框架不再適宜的結論。儘管這個框架在幫助外交及聯邦事務部規劃它的工作和調配它的資源中有用，但有承諾它需要一個新的框架以向前帶動它的工作。
新的戰略框架由三個核心要素組成：
- 一個靈活的全球職員和機關網絡，服務整個英國政府。
- 三項基本的業務：
  - 推廣及支援英國經濟
  - 向海外英國國民提供領事服務
  - 支援英國內政部在海外入境簽證申請

這些業務由英國貿易投資署、英國和海外領事隊伍以及英國邊境局履行。
- 四個政策目標：
  - 反恐怖主義和武器擴散以及它們的原因
  - 避免和解決衝突
  - 促進低碳和高增長的全球經濟
  - 發展靈活的國際機構，特別在聯合國和歐盟

在2005年8月，安德魯·麥金萊披露了一份由管理顧問團體科林森·格蘭特編纂的報告。報告嚴厲批評了外交及聯邦事務部的管理結構，特別在：
- 外交部“行動遲緩”。
- 委任缺乏管理結構。
- 責任性缺乏。
- 可削減1200個工作職位。
- 每年至少可節約4800萬英鎊。

外交部委託報告以幫助它實現三年內減少8700萬英鎊開支的誓言。作為對報告外洩的響應，外交部表示會貫徹報告的建議。
2006年4月，外交及聯邦事務部管理機構作為一個新的行政機構設立，以促進合作功能。在2008年該機構轉屬貿易基金會，因此該機構現在有能力提供與它已經提供給外交及聯邦事務部的服務相似的服務給其他政府部門甚至外部商業機構。

## 大臣團隊
截至2024年7月，外交、聯邦及發展事務部的大臣如下：
| 姓名              | 職位                               | 職責範圍                                                               |
| 內閣大臣          | 內閣大臣                           | 內閣大臣                                                               |
| ----------------- | ---------------------------------- | ---------------------------------------------------------------------- |
| 林德偉 議員閣下   | 外交、聯邦及發展事務大臣           | 對部門組成和團隊的監督負有總體責任；四大內閣重臣之一                   |
| 國務大臣          |                                    |                                                                        |
| 卓珍妮女男爵 閣下 | 國際發展、拉丁美洲及加勒比事務部長 | 國際發展、拉丁美洲、加勒比海及發展中島嶼國家                           |
| 杜敬霆 議員       | 歐洲、北美洲及海外領土事務部長     | 歐洲、北美洲、英國海外領土、極地、北約、經濟合作暨發展組織及歐洲委員會 |
| 政務次官          |                                    |                                                                        |
| 衛倩婷 議員       | 印太地區事務部長                   | 印太地區、東北亞、東南亞                                               |
| 方國林 議員       | 中東、阿富汗及巴基斯坦事務部長     | 中東、北非、阿富汗及巴基斯坦                                           |
| 郝偉文勳爵 閣下   | 非洲事務部長                       | 非洲（除了北非）、非洲聯盟、英聯邦及聯合國                             |

## 主樓歷史
外交、聯邦及發展事務部現時所使用的大樓興建於1861年至1868年間，最初為四個不同的政府部門共用：外交部、印度事務部、殖民地部和內政部。建築物由建築師喬治·吉爾伯特·斯科特設計，儘管他原先想將其設計為一座哥德式建築，但因為受到時任為外交大臣的巴麥尊勳爵影響而改為義大利風格（巴麥尊任英國首相時建築才開始動工，因此他在外相任內並未使用到該建築物）。英國雕刻家亨利·休·阿姆斯特德和約翰·伯爾尼·菲利普為外觀創作了大量富有寓意的圖案（藝術、法律、商業等）。
1925年，外交部主辦了旨在減少歐洲緊張的羅加諾公約簽署儀式，儀式在一間為宴會而設計、事後以「羅加諾廳」而聞名的大廳舉行。第二次世界大戰期間，羅加諾廳改建為外交部破解密碼的空間，而它華麗的裝飾不是移除就是掩蔽。
由於職員數量的增多，辦公室變得日益狹窄，許多維多利亞式室內陳設遭到遮蓋——特別在第二次世界大戰后。在1960年代，拆除作為建築師萊斯利·馬丁爵士列出的重大重新開發計畫的一部份而得到倡導。一連串公開反對阻止了這些方案落實。外交部在1970年代反而成為1級登錄建築。在1978年，內政部移到一幢新大樓，減輕了擁擠。
大楼于1990年代进行了一次为期17年的维护，共花费1亿英镑并在1997年底完工。從第二次世界大戰以來作為辦公室和儲藏室的羅加諾套房已完全恢復為國際會議之用。大樓現在每年在開放房屋週末向公眾開放。外交及聯邦事務部現在也是在近衛兵檢閱場對面盡頭的海軍部擴展部份建築的主要承租者。

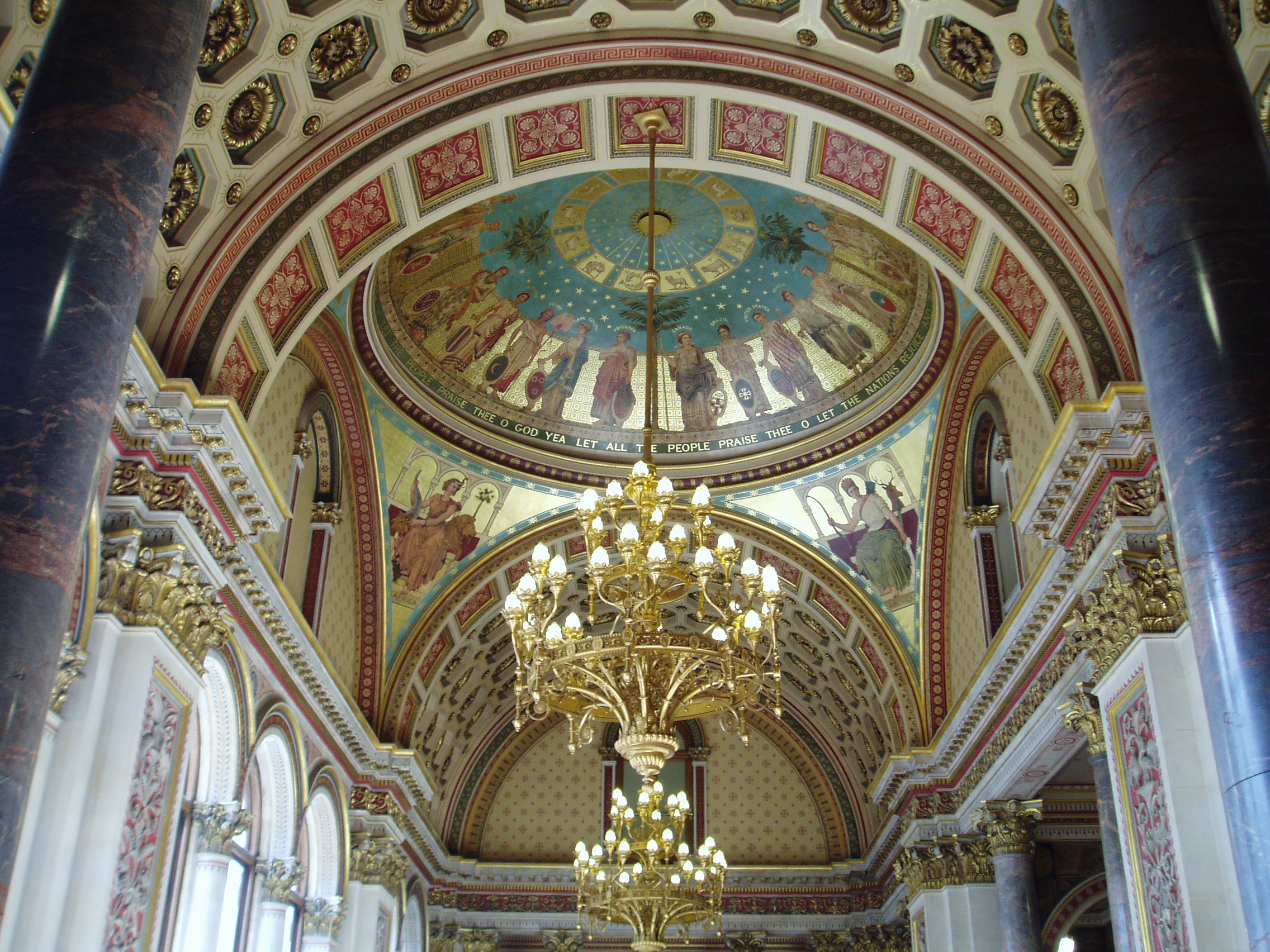
大樓內的天花板
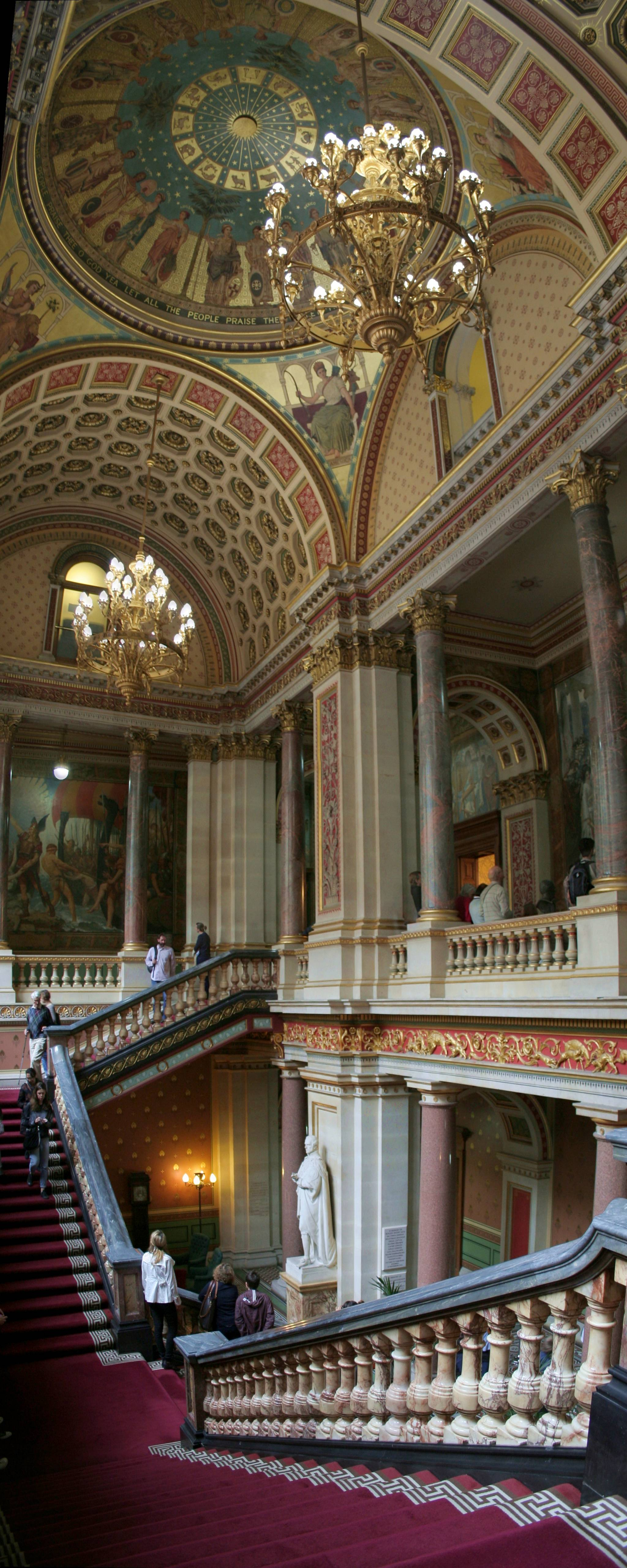
大樓內的大樓梯
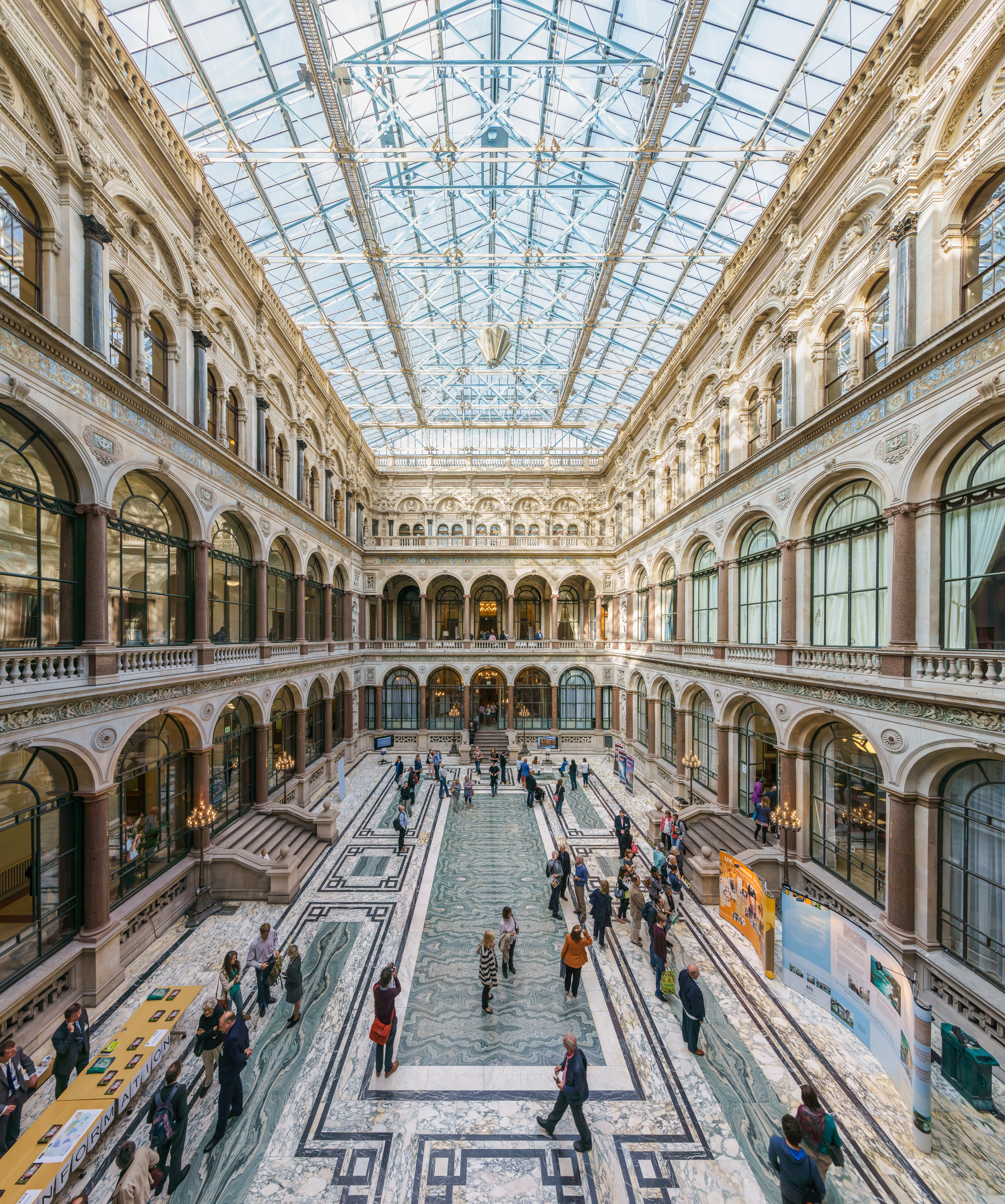
杜爾巴庭（Durbar Court）

### 總部資產列表
- 倫敦查爾斯國王街白廳外交、聯邦及發展事務部主樓
- 倫敦白廳22－24號克爾克蘭大廈
- 倫敦白廳舊海軍部大樓
- 米爾頓·吉尼斯漢斯洛普漢斯洛普公園 外交、聯邦及發展事務部管理機構、陛下政府聯絡中心和英國秘密情報機構技術安全部的所在地

## 另見
- 外交、聯邦及發展事務大臣
- 英聯邦事務大臣
- 英聯邦關係大臣
- 陛下外交管理機構
- 英國駐外大使及高級專員列表
- 國際發展部
- 英國駐外機構列表

## 外部連結
- 官方網站
- 外交及聯邦事務部日誌 （页面存档备份，存于）
- 英國在歐盟（外交及聯邦事務部）
- 外交及聯邦事務部管理機構官方網站 （页面存档备份，存于）
- 外交及聯邦事務部移民管理機構官方網站
- i-uk (UK Welcome Portal co-ordinated by FCO) （页面存档备份，存于）
- 外交及聯邦事務部Flickr站點 （页面存档备份，存于）
- 外交及聯邦事務部Youtube站點
- 外交及聯邦事務部Twitter站點